# Ferrovia Decauville Feltre–Fonzaso–Fastro
| O&K-Dampflok der Ferrovia Decauville Feltre–Fonzaso Zusammenstellung eines Zuges in Feltre |                     |            |            |
| Ungefährer Streckenverlauf mit Serpentinen bei Arsié |                     |            |            |
| Spurweite: | 600 mm (Schmalspur) |            |            |
| |                     |            |            |
| \| \| \| Feltre \| \| \| \| Mugnai \| \| \| \| Rasai \| \| \| \| Artén \| \| \| \| Fonzaso \| \| \| \| Fenadora \| \| \| \| Giaroni \| \| \| \| Serpentine[1][2] \| \| \| \| bei Arsiè \| \| \| \| Arsiè \| \| \| \| Fastro \| |                     |            |            |
| Kopfbahnhof Streckenanfang (Strecke außer Betrieb) |                     | Feltre     | Feltre     |
| Strecke (außer Betrieb) |                     | Mugnai     | Mugnai     |
| Abzweig geradeaus und nach links (Strecke außer Betrieb) · Kopfbahnhof Streckenende und quer (Strecke außer Betrieb) |                     | Rasai      | Rasai      |
| Haltepunkt / Haltestelle (Strecke außer Betrieb) |                     | Artén      | Artén      |
| Kopfbahnhof Streckenanfang und quer (Strecke außer Betrieb) · Abzweig geradeaus und nach rechts (Strecke außer Betrieb) |                     | Fonzaso    | Fonzaso    |
| Haltepunkt / Haltestelle (Strecke außer Betrieb) |                     | Fenadora   | Fenadora   |
| Haltepunkt / Haltestelle (Strecke außer Betrieb) |                     | Giaroni    | Giaroni    |
| Strecke von links (außer Betrieb) · Strecke nach rechts (außer Betrieb) |                     | Serpentine | Serpentine |
| Strecke nach links · Strecke von rechts (außer Betrieb) |                     | bei Arsiè  | bei Arsiè  |
| Bahnhof (Strecke außer Betrieb) |                     | Arsiè      | Arsiè      |
| Kopfbahnhof Streckenende (Strecke außer Betrieb) |                     | Fastro     | Fastro     |

Die Ferrovia Decauville Feltre–Fonzaso–Fastro war eine während des Ersten Weltkriegs von den italienischen Streitkräften gebaute Feldbahn mit einer Spurweite von 600 mm in den Dolomiten.

## Geschichte
Die Feldbahn von Feltre nach Fonzaso wurde nach dem italienischen Kriegseintritt im Mai 1915 vom Regio Esercito gebaut, um eine Verbindung in das zu Österreich-Ungarn gehörende und von der italienischen Armee besetzte Canal San Bovo im Primör zu erstellen. Vom Bahnhof Feltre aus führte die Feldbahn um das Ortszentrum von Feltre herum zum Monte Grappa. Eine Abzweigung führte vermutlich vom Bahnhof zur Zanettelli-Kaserne. Auf dem Busbahnhof von Feltre, der früher als Tanklager genutzt wurde, gibt es heute(2019) noch im Teer eingelassene Reste der Feldbahngleise.
Nach der Niederlage bei Karfreit und dem Rückzug der italienischen Armee von der Dolomitenfront im Spätherbst 1917 verlegte die Österreich-Ungarische Armee die Strecke auf einer anderen Trasse und verlängerten sie im letzten Kriegsjahr über Arsiè bis zum Friedhof von Fastro. Sie errichteten außerdem eine Zweigstrecke von Seren del Grappa nach Rasai.
Von Fastro aus führte eine k.u.k. Militär-Seilbahn zum Grenzbahnhof Primolano, wo es Anschluss zur Valsugana-Bahn gab. Darüber hinaus wurde mit dem Bau eines Tunnels begonnen, um Grigno in der Valsugana zu erreichen.

## Betrieb
Die Feldbahn wurde mit Dampflokomotiven betrieben. Sie hatte eine Transportkapazität von 580 t/Tag. Neben den zwei- und dreiachsigen O&K-Dampflokomotiven der Italiener wurde wohl eine in Deutschland gebaute österreichisch-ungarische RIIIc eingesetzt. 
In der Nachkriegszeit wurde die Strecke von Feltre bis Fonzaso oder Fastro bis mindestens 1920 zivil genutzt, aber anschließend abgebaut und verschrottet.